# Usia inornata
Usia inornata är en tvåvingeart som beskrevs av Engel 1932. Usia inornata ingår i släktet Usia och familjen svävflugor. Inga underarter finns listade i Catalogue of Life.